# Landesgartenschau Löbau 2012

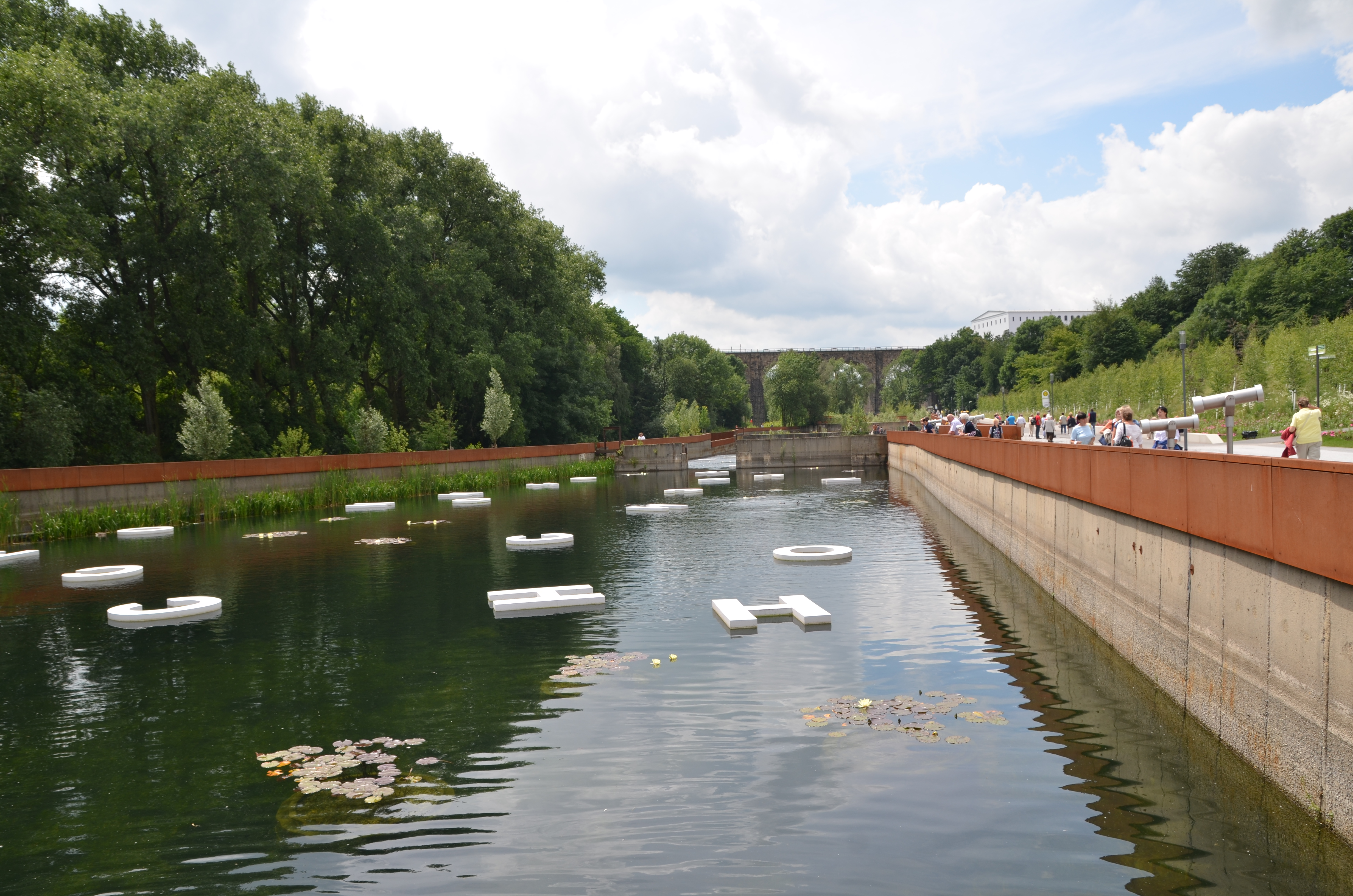
Setzgärten in einem alten Industrie-Wasserbecken

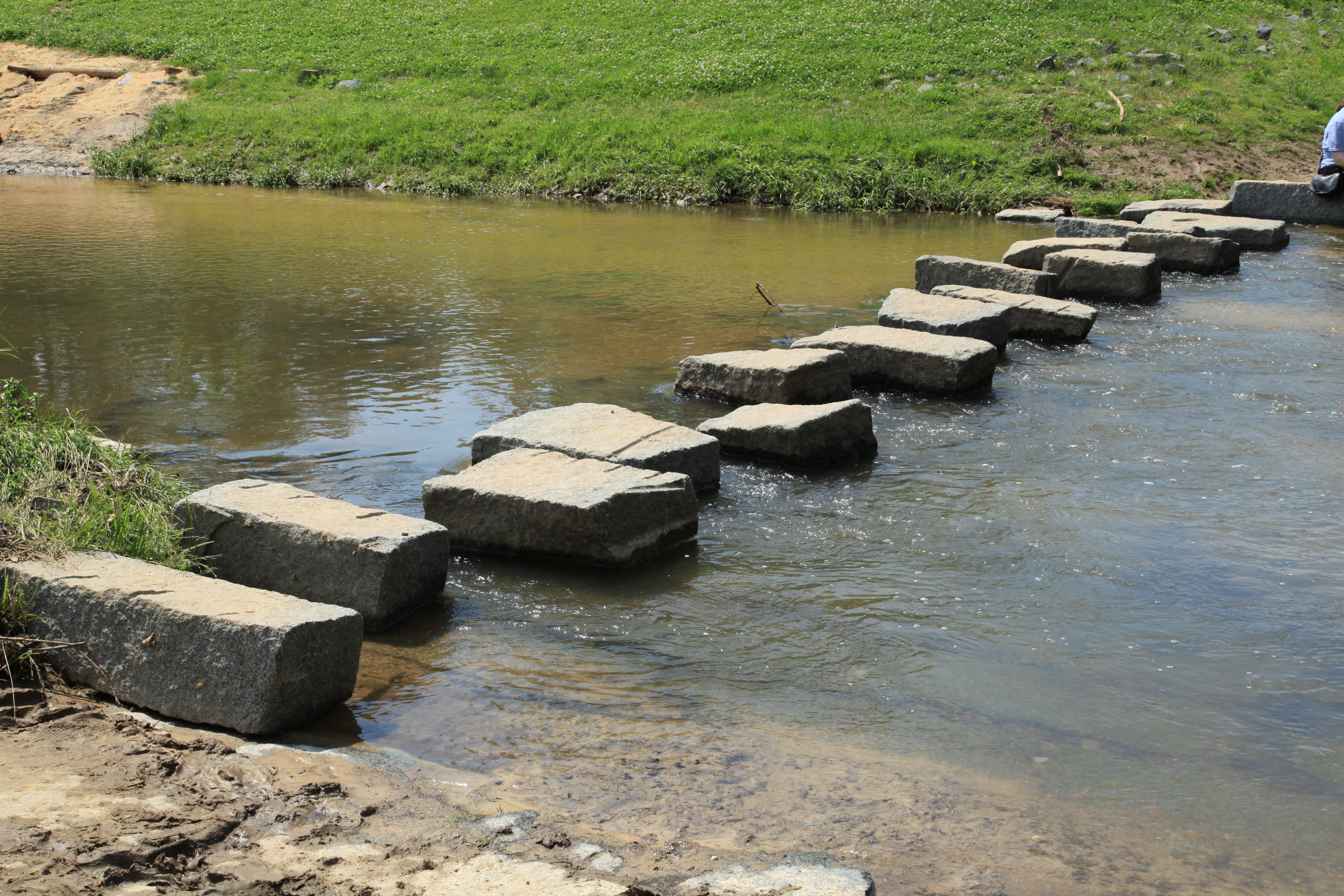
Trittsteinbrücke

Die 6. sächsische Landesgartenschau fand vom 28. April bis zum 14. Oktober 2012 unter dem Motto „Auf kurzem Weg ins Grüne“ in Löbau statt, war eine von drei Landesgartenschauen in Deutschland im Jahr 2012 und zählte rund 480.000 Besucher an den 170 Tagen.

## Geschichte

### Idee und Konzept
Mit dem Stadtratsbeschluss vom 5. Juli 2007 als Grundlage, reichte die Stadt Löbau die Bewerbung zur Ausrichtung der Landesgartenschau 2012 beim Sächsischen Staatsministerium für Umwelt und Landwirtschaft ein.
Die Kommission der sächsischen Landesregierung besuchte am 26. August 2007 Löbau. Der Oberbürgermeister Dietmar Buchholz führte die Kommission, die der sächsischen Landesregierung die Empfehlung zum nächsten Austragungsort der Landesgartenschau unterbreitete, durch Löbau und empfahl sich und die Stadt mit Engagement.
Am 11. Dezember 2007 beschloss das sächsische Kabinett, die 6. Sächsische Landesgartenschau 2012 an die Stadt Löbau zu vergeben.
Auf einem Gelände von insgesamt ca. 20 Hektar Gesamtfläche wolle man dauerhaft grüne Erholungs- und Erlebnisbereiche schaffen. Dafür beabsichtigte Löbau den ehemals industriell geprägten Talraum am Löbauer Wasser ökologisch aufzuwerten. Die Brache am Standort der ehemaligen Zuckerfabrik bestand aus einer Fläche von ca. einem Hektar im innerstädtischen Bereich bzw. in der Stadtrandlage von Löbau. Die Fläche wurde 1883 erstmals erschlossen und mit einer Zuckerfabrik bebaut. Bis 2002 diente die Fläche der industriellen Nutzung als Zuckerfabrik. Die Fabrikgebäude waren von der Fläche bereits entfernt und im Rahmen der beantragten Revitalisierung sollten ausschließlich die noch vorhandenen Stützwände beseitigt werden (Tiefenentrümpelung ehemaliger Gebäude) und ein Gebäude erhalten bleiben, in dem dann die Blumenschauen stattfanden, als auch die Flächenentsiegelung durchgeführt wurden. Danach sollte die Fläche als Fest- und Veranstaltungsplatz mit innerstädtischem Parkplatz genutzt werden. Die Absetzbecken, in denen sich früher der beim Waschen der Zuckerrüben anfallende Schlamm absetzte, sollten dabei zu thematischen Erlebnisbereichen entlang des Landesgartenschaupfades werden, der als Grüne Oase konzipiert wurde. Das 16 Hektar große Gelände befindet sich in Altstadtnähe unmittelbar im Tal des Löbauer Wassers und an deren angrenzenden ehemaligen Industriestandorten, die bereits verschwunden waren.

### Historie

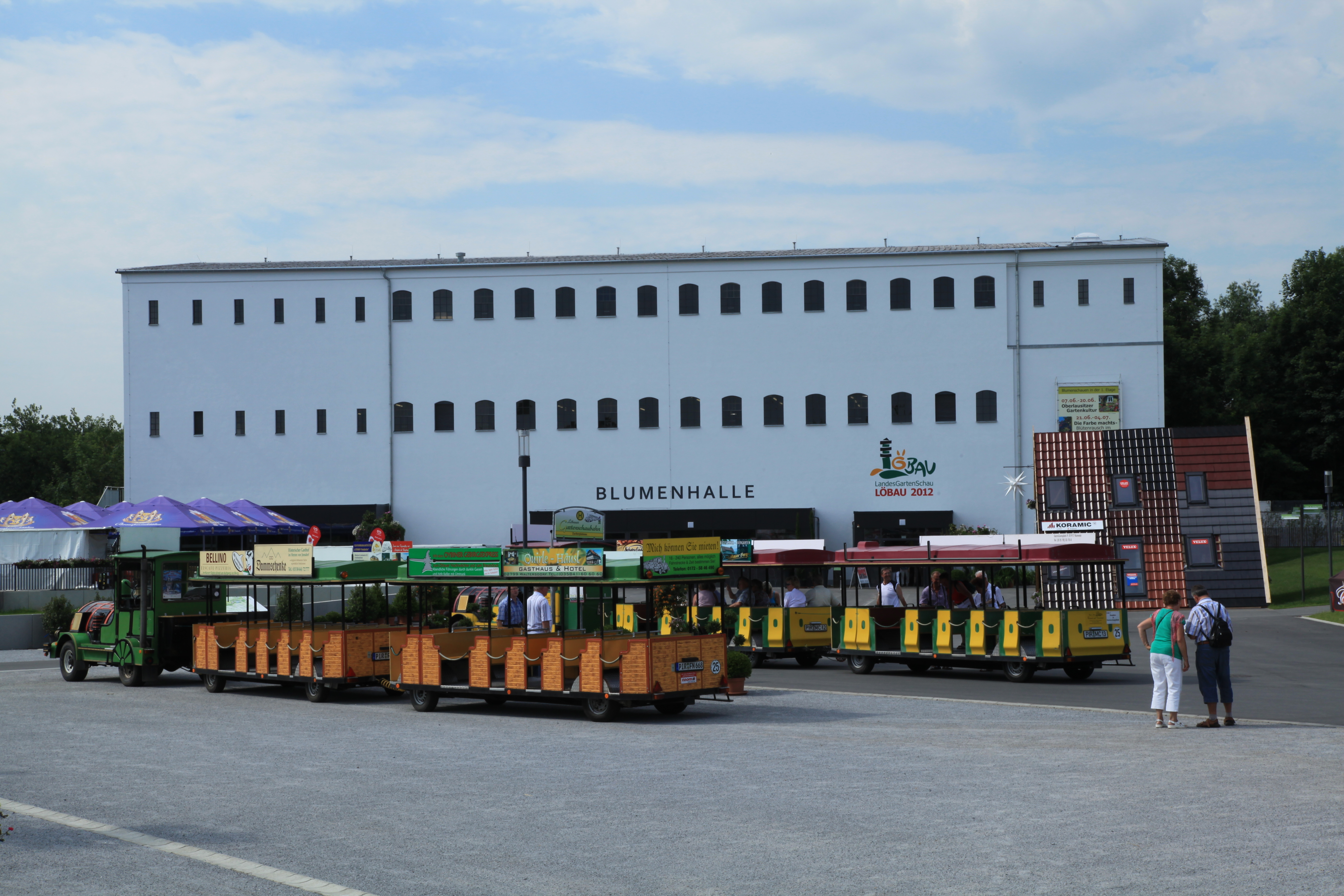
Blumenhalle in ehemaligem Gebäude der Zuckerfabrik

Das Berliner Landschaftsarchitektenbüro hutterreimann gewann am 6. November 2008 den Ideen- und Realisierungswettbewerb zur 6. Sächsischen Landesgartenschau in Löbau 2012.
Am 3. Juni 2009 weilte Ministerpräsident Stanislaw Tillich während seiner Kreisbereisung in Löbau. Er wollte sich vom Stand der Dinge und den ersten Baumaßnahmen ein Bild machen. OB Buchholz informierte in einem kurzen Rundgang über die Vorhaben, die besucherfreundlich und generationenverbindend sein sollten. Zum Abschluss des Kurzbesuches übergab Tillich einen Fördermittelbescheid zur Tiefenenttrümmerung in Höhe von 548.000 Euro an den Löbauer OB. Zudem trug er sich ins Goldene Buch der Stadt ein.
Die 1. Aufsichtsratssitzung der Landesgartenschau Löbau 2012 gGmbH fand am 23. Juni 2009 statt. Es wurden elf Aufsichtsräte bestellt, die aus Stadträten, Vertretern der Wirtschaft und Interessenverbänden bestehen.
Am 17. Oktober 2009 Punkt 12 Uhr wurde das letzte Relikt des 38 m hohen ehemaligen Kalkofens der Zuckerfabrik gesprengt mit einer sogenannten Stahlschneidsprengung.
Während der Abschlussveranstaltung der 5. Sächsischen Landesgartenschau in Reichenbach am 18. Oktober 2009 wünschte OB Kießling Löbau viel Schwung und maßgeschneiderte Lösungen. Es erfolgte eine symbolische Staffelstabübergabe in Form einer Scherenschaukel an OB Buchholz, Bürgermeister Storch und die beiden Geschäftsführer.
Am 7. Dezember 2009 fand die Siegerehrung und Vorstellung des Logos der 6. Gartenschau Löbau statt. 52 Bürger und professionelle Büros hatten sich mit 111 Vorschlägen am Wettbewerb um das Gartenschaulogo beteiligt. Erster Preisträger war die Werbeagentur Eichler aus Großschweidnitz. Alle Logo-Vorschläge wurden bis Mitte Januar 2010 in einer Ausstellung in der Johanniskirche gezeigt.
Löbau schrieb die Bauvorhaben zur Landesgartenschau am 31. Dezember 2009 europaweit aus. Auf dem Gelände sollten 2010 die ersten Bauvorhaben starten und ca. neun Millionen Euro investiert werden.
Die Landesgartenschau Löbau präsentierte sich am 29. Januar 2010 erstmals auf der Reisemesse in Dresden in Kooperation mit dem Honigbrunnen und machte so erstmals in Sachsen auf sich aufmerksam.
Die GmbH beantragte am 1. Februar 2010 für die Vorbereitung der Landesgartenschau 2012 in Löbau Fördermittel beim Landesamt für Umwelt, Landwirtschaft und Geologie in Höhe von neun Millionen Euro.
Am 6. Februar 2010 stand der Durchführungszeitraum der 6. Sächsischen Landesgartenschau fest. Der Aufsichtsrat hatte sich in seiner jüngsten Sitzung auf diesen Termin geeinigt.
Am 1. April 2010 formierte sich das Team um die Geschäftsleitung, bestehend aus Geschäftsführer Jochen Heinz, Oberbauleiter Jens Gößner, Veranstaltungsleiter Joachim Birnbaum und dem Leiter für Marketing, Presse- und Öffentlichkeitsarbeit Lutz Gollmer.
Der erste Spatenstich auf dem Landesgartenschaugelände durch Ministerpräsident Stanislaw Tillich wurde am 23. April 2010 begangen.

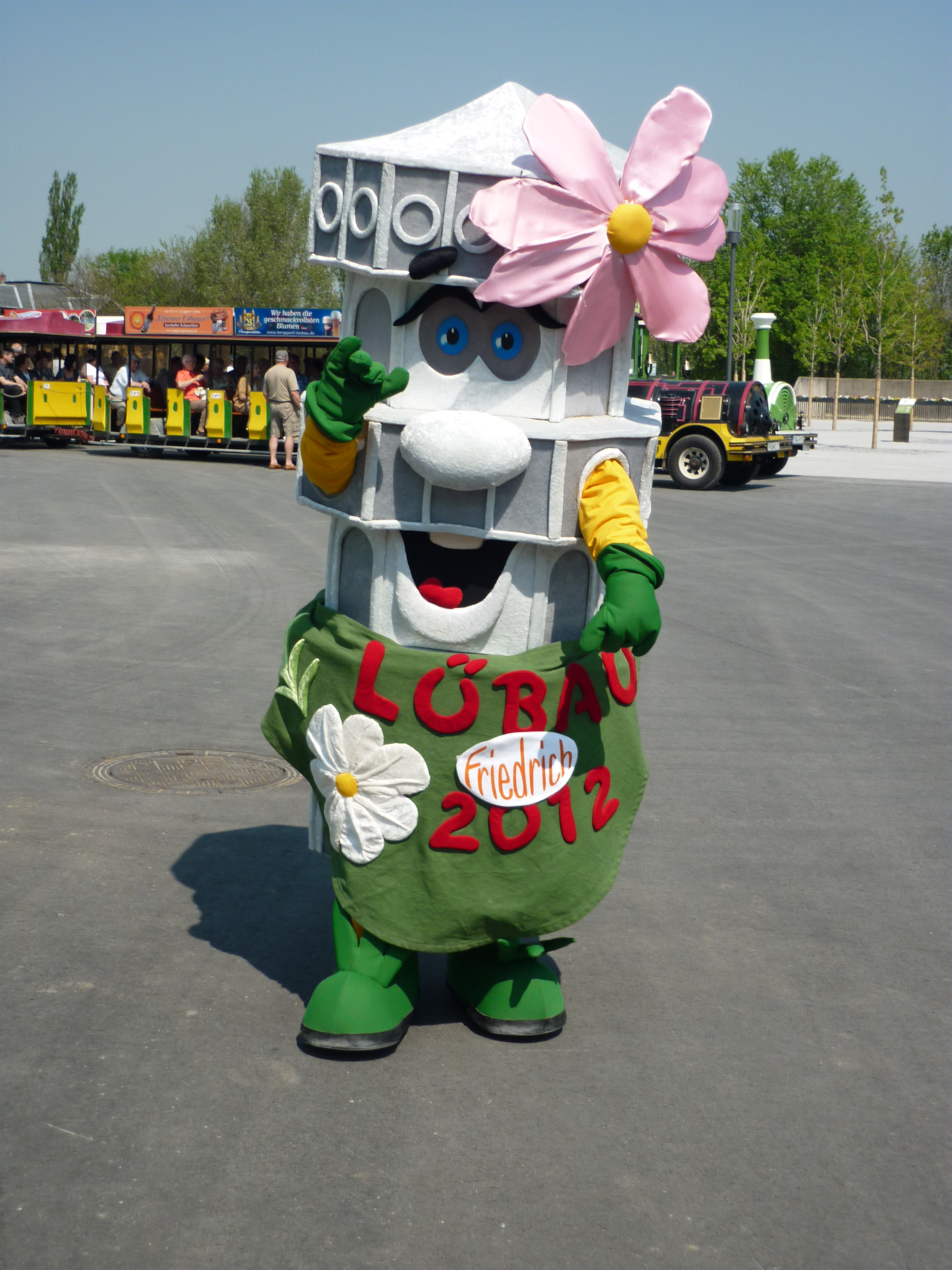
Friedrich, Maskottchen der Landesgartenschau

Das Maskottchen, eine stilisierte Figur des gusseisernen König-Friedrich-August-Turms vom Löbauer Berg, erhielt am 21. Mai 2010 den Namen Friedrich.
Die Ausschreibung der ersten Baulose begann am 11. Juni 2010.
Olaf Berger und Uta Bresan wurden am 19. Juni 2010 musikalische Paten der Landesgartenschau.
Durch das Hochwasser auf dem Landesgartenschaugelände am 15. August 2010 wurden die Baumaßnahmen behindert.
Am 14. Oktober 2010 wurden die Eintrittspreise festgelegt (normaler Eintritt 13 Euro, dieselben Preise wie 2009 in Reichenbach).
Die Landesgartenschau-Theater-Gruppe gründete sich am 6. Dezember 2010.
Der Start der ersten Pflanzungen war der 7. April 2011. Das Richtfest an der Weidenkirche fand am 16. April 2011 statt.
Die Grundsteinlegung der Messe- und Veranstaltungshalle wurde am 17. August 2011 begangen.
Der Vorverkauf von Eintrittskarten begann am 7. November 2011.

## Veranstaltungsort
Der Veranstaltungsort befand sich im Bereich der ehemaligen Zuckerfabrik Löbau sowie entlang des Löbauer Wassers (ehemaliges Lautexgelände).

### Gartenschaugelände in Zahlen
- Erdmassenbewegungen: ca. 95.000 Tonnen
- Schotter/Kies/Sand-Einbau: ca. 30.000 Tonnen
- Asphaltflächen: ca. 14.000 m²
- Rasen- und Wiesenflächen: über 50.000 m²
- Baumpflanzungen: ca. 300 Großbäume und 670 Birken als Forstware
- Strauchpflanzungen: ca. 1300 Stück
- Staudenflächen: ca. 2.800 m² mit knapp 17.000 Stauden
- Gräser und Sumpfpflanzen: ca. 700 m² mit etwa 2000 Pflanzen
- Wasser- und Schwimmblattpflanzen: über 1000 Stück und 120 Seerosen

Für die Ausführung der Leistungen in den Freianlagen waren federführend fünf Betriebe verantwortlich, wobei der Hauptanteil in der Region vergeben wurde. Nur die Gehölz-Lieferungen und die Zaunarbeiten wurden an Betriebe in Westsachsen bzw. Brandenburg vergeben.

### Herrmannbad
Das Herrmannbad wurde im Zuge der Landesgartenschau saniert und am 28. April 2012 wieder eröffnet. In der Zeit vom 28. April bis zum 14. Oktober hatte das Freibad rund 44.000 Besucher.

## Sehenswertes

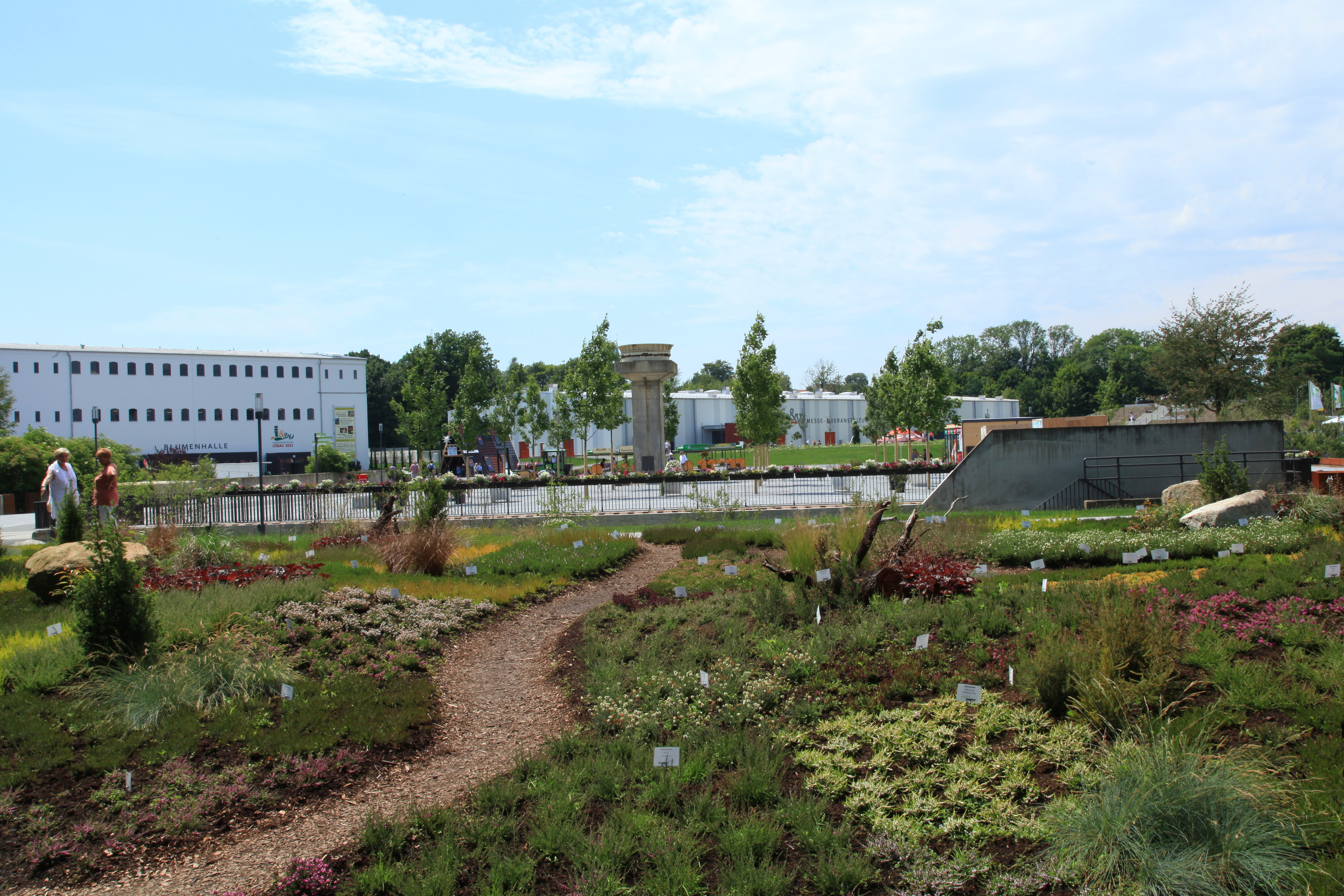
Bepflanzung im Heidegarten

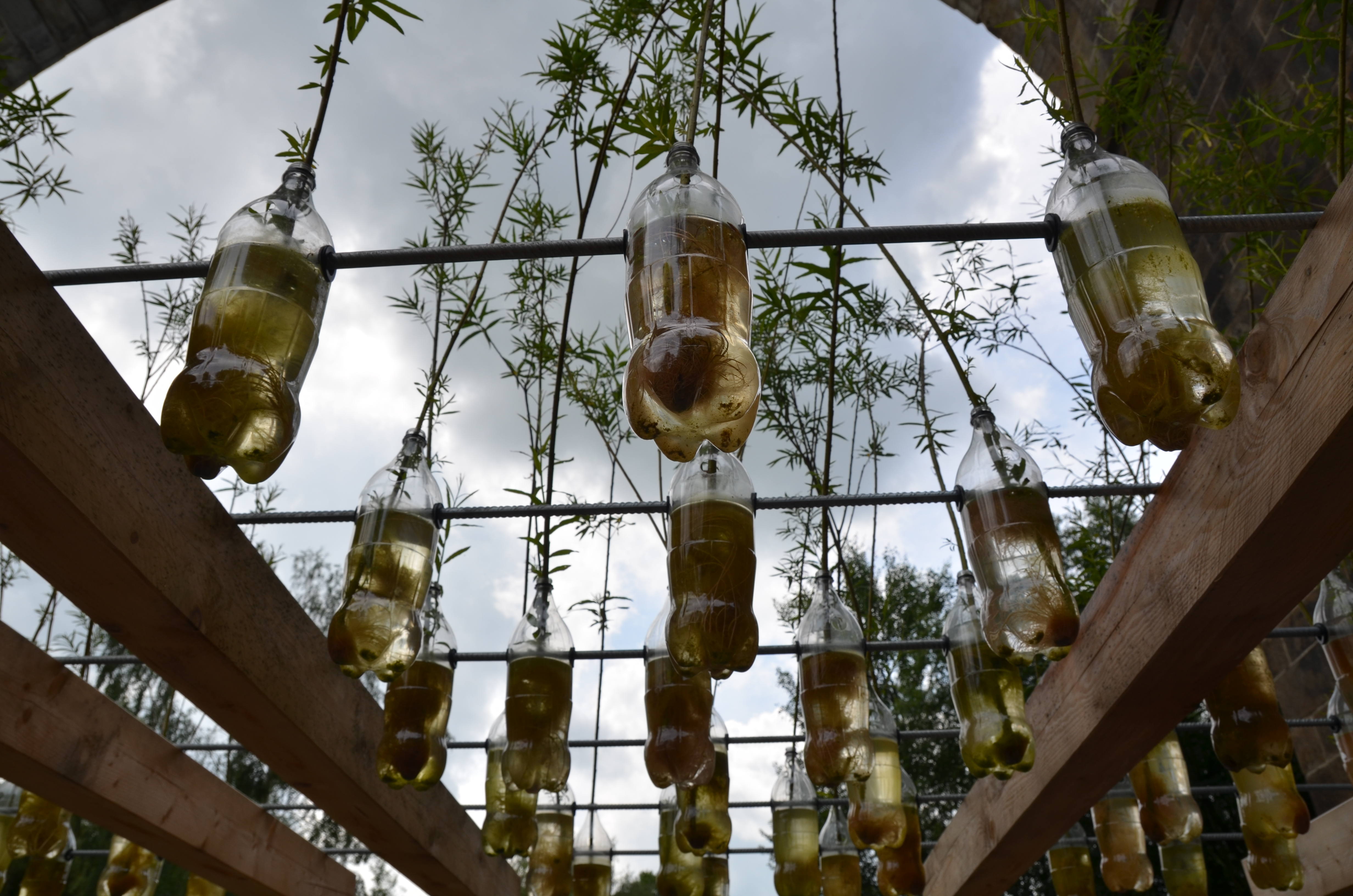
Themengarten auf der Landesgartenschau Löbau (2012)

- Themengarten auf der Landesgartenschau Löbau (2012)über 4000 m² Wechselbepflanzungen mit über 85.000 Blumenzwiebeln in mehr als 60 Sorten, über 105.000 Frühjahrsblüher in mehr als 55 Sorten, knapp 70.000 Sommerblumen in über 140 Sorten
- Dahliensortenschau auf über 400 m² mit mehr als 80 verschiedenen Sorten
- Mustergrabanlage mit etwa 30 Grabstellen, gestaltet von 13 Steinmetzen und 19 Friedhofsgärtnern
- Baumschulgarten mit 7 verschiedenen Wechselausstellungen
- Heidegarten auf über 300 m² als Daueranlage
- Ausstellungsbeitrag Freilandorchideen mit knapp 50 verschiedenen Orchideenarten
- ab Juni Ausstellungsfläche mit winterharten Gerbera-Sorten (Traugott-Gerber-Gesellschaft)
- 14 wechselnde Hallenblumenschauen mit über 150 Ausstellern
- 5 wechselnde Ausstellungen im Erdgeschoss des Zuckerlagers
- Infopavillons von LSK/TLK und Galabau-Verband
- Gärtnermarkt mit überwiegend regionalen Anbietern
- Rassegeflügelausstellung der Löbauer Geflügelzüchter-Vereine
- Geologischer Pfad mit 22 Gesteinen aus der Oberlausitz
- Themengarten des Gartenkulturpfad beiderseits der Neisse e.V. als stilisierter studentischer Beitrag der TU Dresden

Mehr als 900 Veranstaltungen fanden in der Messe- und Veranstaltungshalle, in der Weidenkirche und im gesamten Landesgartenschaugelände statt, mit mehr als 10.000 Mitwirkenden.

## Nachnutzung
Die Nachnutzung des Geländes ist ein öffentlicher Park, der nachts verschlossen wird.
Die Messe- und Veranstaltungshalle wird als Veranstaltungsort weiter genutzt, wie es auch während der Landesgartenschau war.
Die Wechselbepflanzungen wurden wieder entfernt; infrastrukturelle Einrichtungen blieben erhalten.
Während der Corona-Pandemie wird das Gelände als Impfzentrum des Landkreises Görlitz genutzt.